# Chaméanite
La chaméanite è un minerale.